# Örgryte
Örgryte is een van de 21 stadsdelen van Göteborg. Het ligt ten oosten van het stadscentrum en heeft bijna 34.000 inwoners. De meeste inwoners hebben middel- of hoge inkomens. Het oorspronkelijke dorp Örgryte is ouder dan de stad Göteborg, die Örgryte heeft opgeslokt.
De naam Örgryte stamt waarschijnlijk af van enkele zogeheten gletsjermolens (Zweeds: jättegryta) die in de woonwijk voorkomen. Een gletsjermolen is een gat in de rotsen dat ontstaat doordat stenen in een smeltwaterrivier, vaak in een draaikolk, al draaiende een kuil of gat in de rotsen uitslijpen.
In Örgryte zetelt de voetbalclub Örgryte IS, twaalfvoudig Landskampioen van Zweden.